# Linsenberg 18 (Runkel)

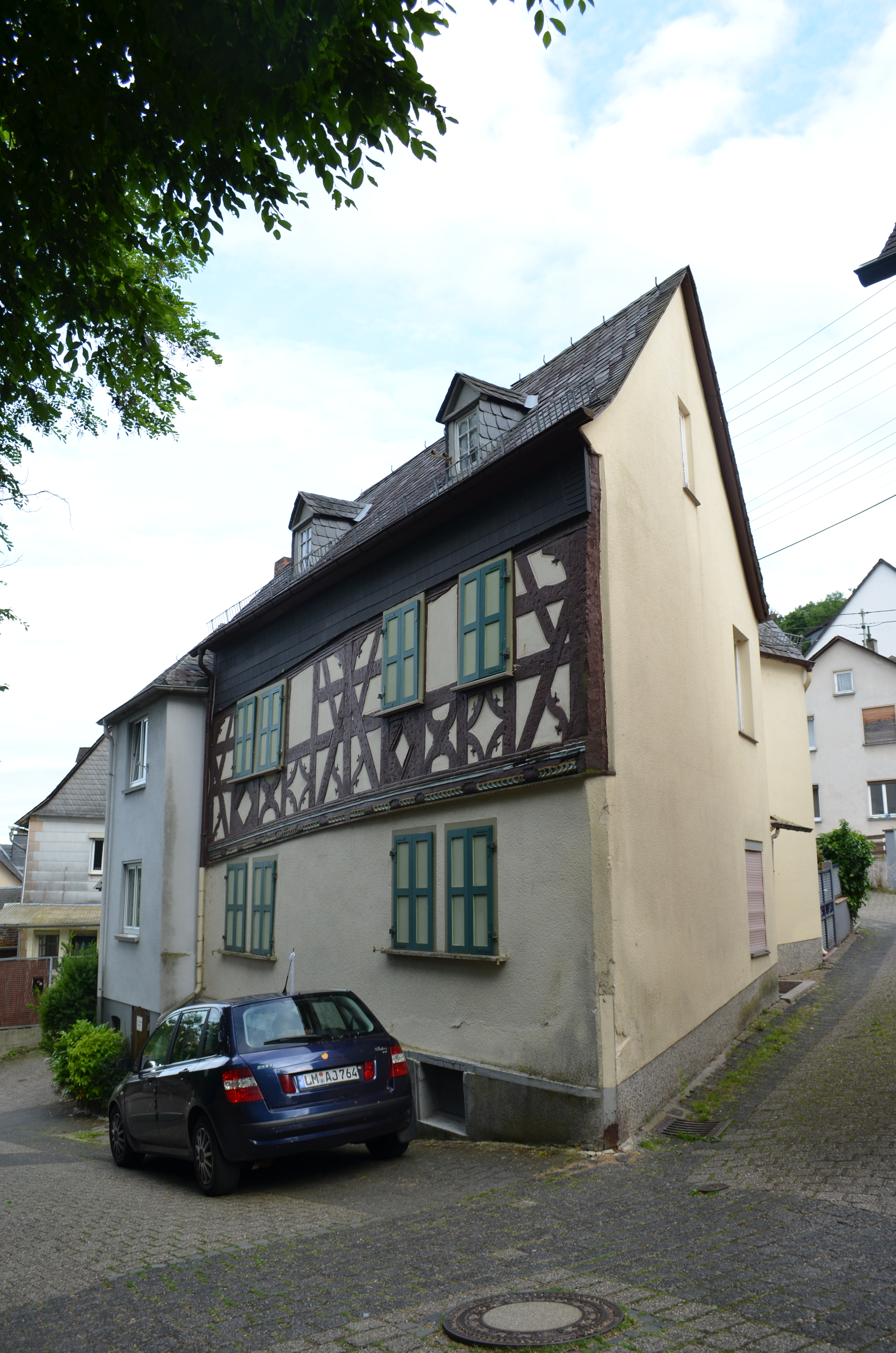
Fachwerkhaus Linsenberg 18 in Runkel

Das Gebäude Linsenberg 18 in Runkel, einer Gemeinde im mittelhessischen Landkreis Limburg-Weilburg, ist ein zweigeschossiges Fachwerkhaus, das als Kulturdenkmal geschützt ist. 
Der Denkmalwert beschränkt sich auf das Obergeschoss des traufständigen Wohnhauses. Die zweizonige Fachwerkwand zeichnet sich durch den ungewöhnlichen Zierrat aus. Zwischen den Mannfiguren ist zwei Mal die gleiche Reihung von Brüstungsfeldern aus einer Blendraute, Feuerbock und Gliederraute zu sehen. Hinzu kommen geschuppte Füllhölzer sowie profilierte Schwell- und Rähmbalken.